# آریا شفقت رودسری
آریا شفقت رودسری دریادار دوم ارتش جمهوری اسلامی ایران است، که هم‌اکنون به‌عنوان فرمانده دانشگاه علوم و فنون دریایی امام خمینی فعالیت می‌کند و فرمانده ارشد ارتش در استان مازندران است.
وی از ۱۳۹۵ تا ۱۳۹۷ جانشین فرمانده دانشگاه علوم و فنون دریایی امام خمینی بود، از ۱۳۹۷ تا ۱۳۹۹ به‌عنوان فرمانده مرکز آموزش تخصص‌های دریایی رشت فعالیت می‌کرد، در فاصله سال‌های ۱۳۹۹ تا ۱۴۰۰ فرماندهی قرارگاه مقدم ناوگان جنوب نداجا را برعهده داشت و از اسفندماه ۱۴۰۰ فرمانده دانشگاه علوم و فنون دریایی امام خمینی است. 
شفقت رودسری در سال ۱۳۹۵ فرمانده ناوگروه چهل و دوم نیروی دریایی ارتش بود و در سال ۱۳۹۶ فرماندهی ناوگروه پنجاهم نیروی دریایی ارتش را برعهده داشت.

## کتب
1. سینماتیک و مانور
2. ملوانی
3. تئوری هدایت زیردریایی
4. اطلاعات عمومی دریایی
5. جستجوی امنیت: در جهانی ناامن